# Minúscula 49
Minúscula 49 (en la numeración Gregory-Aland), ε 155 (Soden) es un manuscrito griego en minúsculas del Nuevo Testamento, en hojas de pergamino. Es datado paleográficamente en el siglo XII. El manuscrito tiene contenidos complejos y marginalia completa.

## Descripción
El códice contiene el texto completo de los cuatro Evangelios en 223 hojas de pergamino (tamaño de 14.5 cm por 11 cm). El texto está escrito estequiométricamente en una columna por página, 26-27 líneas por página. Después del texto bíblico sigue la Historia tripartita de Casiodoro en lenguaje lombardo.
El texto está dividido de acuerdo a los κεφαλαια (capítulos), cuyos números se colocan al margen del texto (también en latín), con los τιτλοι (títulos) en la parte superior de las páginas. Tiene una división de acuerdo con las más pequeñas Secciones Amonianas, con algunas referencias a los Cánones de Eusebio.
Contiene las tablas de los Cánones de Eusebio al comienzo del manuscrito, tablas de los κεφαλαια (tablas de contenido) antes de cada Evangelio, equipos de leccionario en el margen (para uso litúrgico), suscripciones al final de los Evangelios, y números de στιχοι en el Evangelio de Lucas.

## Texto
El texto griego de este códice es representativo del tipo textual bizantino. Hermann von Soden lo clasificó en la familia textual Kx. Aland lo colocó en la Categoría V. Según el Perfil del Método de Claremont, representa a la familia textual Kx en Lucas 1 y Lucas 10. En Lucas 20 representa a la familia Πa

## Historia
El manuscrito fue fechado por Gregory en el siglo XI o XII. Actualmente es datado por el INTF en el siglo XII.
El manuscrito fue traído de Turquía cerca de 1628 junto con el Codex Alexandrinus, por el embajador inglés en la corte del sultán, Sir Thomas Roe. Fue examinado por John Mill (como Roe 1).
Fue añadido a la lista de manuscritos del Nuevo Testamento por J. J. Wettstein. C. R. Gregory lo vio en 1883.
Desde 1628 se encuentra en la Bodleian Library (Roe 1), en Oxford.

## Lectura adicional
- Gregory, Caspar René (1900). Textkritik des Neuen Testamentes 1. Leipzig: J.C. Hinrichs'sche Buchhandlung. p. 140.

- Datos: Q6870533